# A Doll for the Baby
A Doll for the Baby è un cortometraggio muto del 1913 diretto da W.J. Bauman (William J. Bauman)

## Produzione
Il film fu prodotto dalla Vitagraph Company of America.

## Distribuzione
Distribuito dalla General Film Company, il film - un cortometraggio in una bobina - uscì nelle sale cinematografiche statunitensi il 26 agosto 1913.